# برولی (نبراسکا)
برولی(به انگلیسی: Brule) شهری در ایالت نبراسکا کشور ایالات متحده آمریکا است که جمعیت آن در سرشماری سال ۲۰۱۰ میلادی، ۳۲۶ نفر بوده‌است.